# لورانس بيرغمان
لورانس بيرغمان هو سياسي كندي، ولد في 6 ديسمبر 1940 في مونتريال في كندا. حزبياً، نشط في حزب كيبيك الليبرالي. وقد انتخب عضو الجمعية الوطنية في كيبك ‏.